# Hill View Heights
Hill View Heights is een plaats (census-designated place) in de Amerikaanse staat Wyoming, en valt bestuurlijk gezien onder Weston County.

## Demografie
Bij de volkstelling in 2000 werd het aantal inwoners vastgesteld op 166.

## Geografie
Volgens het United States Census Bureau beslaat de plaats een oppervlakte van
5,7 km², geheel bestaande uit land.

## Plaatsen in de nabije omgeving
De onderstaande figuur toont nabijgelegen plaatsen in een straal van 60 km rond Hill View Heights.